# Новоолександрівська сільська рада (Запорізький район)
| Новоолександрівська сільська рада — колишній орган місцевого самоврядування у Запорізькому районі Запорізької області з адміністративним центром у с. Новоолександрівка. Сільській раді підпорядковані населені пункти: - с. Новоолександрівка - с. Новооленівка - с. Юльївка |

## Склад ради
Рада складається з 16 депутатів та голови.

### Керівний склад ради
| ПІБ                          | Основні відомості                                                    | Дата обрання | Дата звільнення |
| ---------------------------- | -------------------------------------------------------------------- | ------------ | --------------- |
| Голякова Ольга Петрівна      | Сільський голова, 1963 року народження, освіта, член Партії регіонів | 26.03.2006   | 31.10.2010      |
| Корнієнко Олександр Юрійович | Сільський голова, 1982 року народження, освіта вища, безпартійний    | 11.12.2011   |                 |

Примітка: таблиця складена за даними джерела